# Mensajeros de la Paz

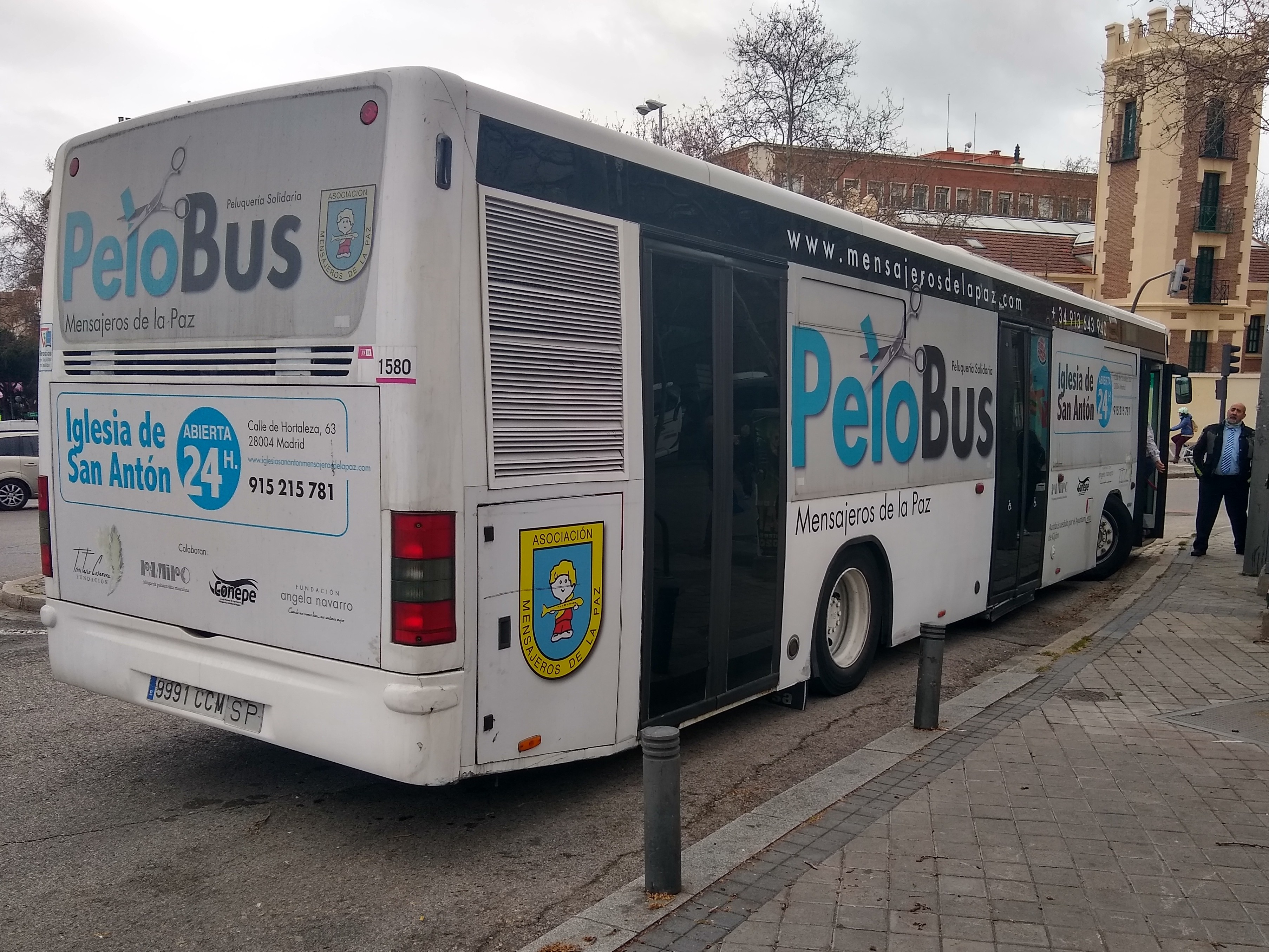
Pelobús de Mensajeros de la Paz en Puerta de Toledo (Madrid), en el que se provee de servicio de peluquería de forma gratuita a personas que de otra manera no podrían permitírselo

Mensajeros de la Paz es una fundación creada en el año 1962 por el sacerdote español Ángel García Rodríguez, más conocido como padre Ángel.
Miembro de la Unión Internacional de Protección de la Infancia. La principal actividad en sus inicios fue la creación de hogares funcionales para acoger a niños y jóvenes privados de ambiente familiar o en situación de abandono, proporcionándoles el medio más parecido al de una familia, en el que desarrollan su vida y formación integral de un modo eficaz, garantizando su presencia en la sociedad sin discriminación y sin marginación. Con el paso de los años ha ido ampliando sus actividades a otros sectores sociales desprotegidos: mujeres víctimas de violencia doméstica, personas con discapacidad física y psíquica y personas mayores que viven en soledad, abandono o exclusión social.
Mensajeros de la Paz está presente actualmente en 55 países: Afganistán, Angola, Argelia, Argentina, Bélgica, Benín, Bolivia, Brasil, Chile, Colombia, Costa de Marfil, Cuba, Ecuador, El Salvador, Estados Unidos, Etiopía, Guatemala, Guinea Ecuatorial, Haití, Holanda, Honduras, Irán, Irak, Italia, Jordania, Kenia, Kosovo, Líbano, Mali, Marruecos, México, Mozambique, Níger, Panamá, Pakistán, Paraguay, Perú, República Dominicana, República del Congo, Sahara Occidental, Senegal, Sri Lanka, Sudáfrica, Tanzania, Territorios Palestinos, Uganda, Uruguay, Venezuela, Yemen, y Zimbawe. 
En 1994 fue galardonada, junto a las ONG Movimiento Nacional de Meninos e Meninas de Rua y Save the Children, con el Premio Príncipe de Asturias de la Concordia.